# Ningwu (köping i Kina)
Ningwu (kinesiska: 宁武镇, 宁武) är en köping i Kina. Den ligger i den autonoma regionen Guangxi, i den södra delen av landet, omkring 35 kilometer norr om regionhuvudstaden Nanning. Antalet invånare är 30596. Befolkningen består av 14 510 kvinnor och 16 086 män. Barn under 15 år utgör 16,0 %, vuxna 15-64 år 72 %, och äldre över 65 år 10,0 %.
Genomsnittlig årsnederbörd är 1 671 millimeter. Den regnigaste månaden är augusti, med i genomsnitt 281 mm nederbörd, och den torraste är februari, med 32 mm nederbörd.